# Laura Bossi
Pour les articles homonymes, voir Bossi.
Laura Bossi ou Bossi-Régnier, née le 18 décembre 1950, est une neurologue, spécialiste de l'épilepsie et des maladies neurodégénératives, et historienne des sciences d'origine italienne installée en France. Elle a contribué à différentes expositions d'envergure et en 2020 et 2021, elle est commissaire générale de l'exposition « Les origines du monde. L'invention de la nature au XIXe siècle » qui a lieu au musée d'Orsay, à Paris, en France, tout en préparant l'exposition "Inferno" pour l'anniversaire de la mort de Dante aux Scuderie del Quirinale à Rome en Italie, avec Jean Clair.

## Biographie

### Jeunesse et formation
Laura Bossi naît le 18 décembre 1950 à Milan, en Italie. Elle emménagera à Paris, en France, en 1978.

### Carrière
Neurologue, elle mène des recherches dans plusieurs institutions, en Italie et en France, concernant l'épilepsie et les maladies neurodégénératives ; ces travaux feront l'objet de différents articles et deux ouvrages,.
Ayant obtenu des postes de direction dans différentes sociétés de recherche pharmacologique, elle y a mené des programmes internationaux de recherche et développement en neuropsychopharmacologie, notamment concernant l'épilepsie, la dégénérescence et la régénération neuronale et d'autres maladies.
Elle quitte ensuite les sociétés de l'industrie pharmacologique pour mener de front deux projets, à partir de 2000 : d'une part, elle se consacre aux recherches en histoire et philosophie des sciences, et, d'autre part, elle travaille sur les maladies neurologiques, dont les maladies orphelines, avec différentes entreprises.
Laura Bossi a plusieurs domaines de recherche, dont l'histoire des idées, l'histoire des sciences de la vie et l'histoire des neurosciences ; et les relations franco-allemandes en sciences de la vie dans les deux derniers siècles. De plus, en matière de science et société, elle travaille sur l'« influence des théories et des idéologies politiques sur la religion, la philosophie, les théories politiques, la culture générale au XIXe et au XXe siècle », et dans le domaine des relations entre la science et les arts, elle étudie l'« influence des théories et des idéologies scientifiques sur l'art et la littérature au XIXe et au XXe siècle ».

### Contribution à des expositions
Depuis 1989, Laura Bossi a fait partie des personnes ayant collaboré à plusieurs expositions liant histoire de l'art, histoire des sciences et histoire des idées ; certaines ont eu lieu à Paris, d'autres à Madrid, Berlin ou Ottawa,. C'est le cas de « Mélancolie », en 2005, puis « Crime et châtiment », en 2010, qui ont eu lieu à Paris. Elle a également été directrice du colloque « Crime et folie », qui a eu lieu à la suite de l'exposition « Crime et châtiment ».
En 2020-2021, elle est commissaire générale de l'exposition « Les origines du monde. L'invention de la nature au XIXe siècle », qui a lieu au musée d'Orsay, à Paris,,,,,. Cette exposition, préparée trois ans durant, met en relation histoire des sciences et d'histoire de l'art, ainsi que leurs influences mutuelles durant le XIXe siècle.
D'autre part, en 2021, elle prend part aux préparatifs pour la célébration des 700 ans depuis la mort de l'écrivain et homme politique italien Dante Alighieri (1265-1321), qui aura lieu à Rome, en Italie. Pour cela, elle prépare une exposition sur l'Enfer, entre le Moyen Âge et 2021, en collaboration avec l'historien de l'art Jean Clair — également académicien —, qui est aussi son mari.

## Publications

### Ouvrages
- (en) D. Janz, L. Bossi, H. Dam, H. Helge, A. Richens, D. Schmidt (éds.), Epilepsy, Pregnancy and the Child, New York, Raven Press, 1982.
- (en) G. Bartholini, L. Bossi, K.G. Lloyd, P.L. Morselli (éds.), Epilepsy and GABA receptor agonists, basic and therapeutic research, New York, Raven Press, 1985.
- Laura Bossi, Histoire naturelle de l’âme, Paris, Presses universitaires de France (PUF), 2003,  (ISBN 2-13-053616-6). (traduit en italien par Baldini et Castoldi, Milan, 2005 ; et en espagnol par Antonio Machado Libros, Madrid, 2008)[lire en ligne (page consultée le 2021-06-27)].
- Laura Bossi (sous la direction de), Crime et folie, Paris, Les entretiens de la Fondation des Treilles, Éditions Gallimard, 2011. (ISBN 978-2-07-013439-7)
- Laura Bossi, Agalmatophilie, De l’amour des statues, Paris, L’Échoppe, 2012. (ISBN 978-2-84068-235-6)
- Laura Bossi, Les Frontières de la mort, Paris, Payot, 2012. (ISBN 978-2-228-90735-4)[1],[9].
- Laura Bossi (sous la direction de), Les origines du monde. L'invention de la Nature au XIXe siècle", Paris, Musée d'Orsay/Gallimard, 2020.  (ISBN 978-2-07-290659-6). Livre à découvrir sur France Culture
- Jean Clair et Laura Bossi (sous la direction de), Inferno. Catalogue de l'exposition, Rome, Scuderie del Quirinale/Electa, 2021 (catalogue en italien et en anglais).
- Laura Bossi et Nicolas Wanlin (sous la direction de), Haeckel et les Français, Paris, NRF Fondation des Treilles, Gallimard, 2024.

### Expositions
- Les Siècles d’Or de la Médecine, Muséum d’Histoire Naturelle, Paris, Mai -Décembre 1989, commissaire Yves Hersant, catalogue Electa, Milan, 1989 (producteur) ; exposition suivie par une série de conférences sur l’histoire de l’anatomie programmée et dirigé par Laura Bossi et Pietro Corsi
- Ramon y Cajal , Colegio de Medicos, Madrid, 1990 (producteur et président du conseil scientifique) ; exposition suivie par un colloque international «Santiago Ramon y Cajal – past, present and future », ainsi que par une série de conférences sur les interactions entre art et science, « El cerebro y si mismo », sous la direction de Laura Bossi et Alberto Portera Sanchez
- La Fabrique de la Pensée - La découverte du cerveau de l’art de la mémoire aux neurosciences, Cité des Sciences, La Villette, Paris, Avril 1990- Janvier 1991, commissaire Pietro Corsi, catalogue Electa, Milan, 1990 (producteur, membre du conseil scientifique) ; exposition suivie par une série de conférences sur les neurosciences
- El Cerebro - del arte de la memoria a la neurociencia , Museo Nacional de Ciencias Naturales, Madrid, Novembre 1991 – Février 1992, commissaire Ana Tome, avec Pietro Corsi (Laura Bossi : producteur, membre du conseil scientifique)
- L’âme au corps, Grand Palais, Paris 1993, commissaire Jean Clair, Catalogue Gallimard – Editions des Musées de France, Paris 1993 (auteur dans le catalogue)
- Chimères , Monaco, été 2003, commissaire Didier Ottinger – Edition Actes Sud (auteur dans le catalogue)
- Mélancolie, Génie et folie en Occident, Grand Palais, Paris, 2005, commissaire Jean Clair, Catalogue Gallimard – Editions de la Réunion des Musées Nationaux, Paris 2005 (auteur dans le catalogue)
- Melancholie. Genie und Wahnsinn in der Kunst, Berlin, Neue Nationalgalerie, février- mai 2006, Commissaire Jean Clair, Catalogue Hatje Cantz Verlag, Ostfildern-Ruit - Editions de la Réunion des Musées Nationaux, Paris, 2006 (auteur dans le catalogue)
- Les années Trente. La fabrique de l’homme nouveau, Ottawa, National Museum of Canada, 2008, commissaire Jean Clair, catalogue Gallimard/National Gallery of Canada 2008 (auteur dans le catalogue)
- Crime et châtiment, Musée d’Orsay, Paris, 2010, commissaire Jean Clair, sur une idée de Robert Badinter (auteur d’un texte paru dans le catalogue, et direction d’un colloque à la fondation des Treilles à la suite de l’exposition, « Crime et folie », dont les actes sont publiés par Gallimard)
- Les archives du rêve, Paris, Musée d’Orsay, 2014, commissaire Werner Spies (auteur d’un texte paru dans le catalogue)
- La bottega Cadorin. Una dinastia di artisti veneziani, Venise, Palazzo Fortuny, 2016, commissaires Jean Clair et Daniela Ferretti (auteur d’un entretien avec Ida Barbarigo publié dans le catalogue)
- Carta Bianca. Capodimonte imaginaire, Naples, Musée de Capodimonte, 2017 (co-commissaire, avec Giuliana Bruno, Gianfranco D’Amato, Marc Fumaroli, Riccardo Muti, Mariella Pandolfi, Giulio Paolini, Paolo Pejrone, Vittorio Sgarbi e Francesco Vezzoli, et auteur du texte pour le film réalisée sur sa section de l’ exposition)
- Sigmund Freud, Du regard à l’écoute, Paris, MAHJ, 2018, commissaire Jean Clair, (conseiller scientifique, auteur d’un teste dans le catalogue)
- Les origines du monde. L’invention de la Nature au XIXe siècle, Paris, Musée d’Orsay, 2020-2021 (commissaire général, auteur de plusieurs textes dans le catalogue)
- The origins of the world. The discovery of Nature in the XIXth century, Montreal, Musée des beaux-arts, MBAM, 2021 (commissaire général, auteur de plusieurs textes dans le catalogue)
- Inferno , Roma, Scuderie del Quirinale, octobre 2021-Janvier 2022, Exposition pour le 700e anniversaire de la mort de Dante (co-commissaire général avec Jean Clair, auteur d’un texte dans le catalogue)

## Prix et distinctions

### Prix
- 2013 : prix Biguet de l’Académie française, pour l'ouvrage Les Frontières de la mort (Payot, 2012)[1],[10].
- 2021 : Prix Historia pour l'exposition "Les Origines du Monde".

### Décorations
- Chevalier de la Légion d’honneur : insignes remis le 5 décembre 2011 par le professeur Dominique Lecourt[1].
- Officier des Arts et Lettres, 2021.